# 6. april
6. april er dag 96 i året i den gregorianske kalender (dag 97 i skudår). Der er 269 dage tilbage af året.
Dagens navn er Sixtus. Dagen er opkaldt efter Pave Sixtus 1., der led martyrdøden år 127 og senere blev begravet i Peterskirken ved siden af apostlen Peter.

### Begivenheder
Født - Dødsfald
- 1580 - Et jordskælv i England ødelægger flere kirker i London, deriblandt St Paul's Cathedral.
- 1814 - Napoleon Bonaparte abdicerer, og sendes i eksil på øen Elba
- 1830 - Mormonkirken grundlægges i New York af Joseph Smith
- 1841 - John Tyler tages i ed som den 10. præsident for Amerikas Forenede Stater efter at præsident William H. Harrison er afgået ved døden to dage tidligere. John Tyler fungerede som vicepræsident indtil Harrisons død to dage foridnen.
- 1875 - En total solformørkelse fandt sted denne dag. Dette sker når månen blokerer for alt direkte sollys og dag bliver til nat. Den totale solformørkelse strakte sig i et bredt bælte fra Kina over det indiske ocean til Østafrika.
- 1896 - I Athen åbnes de første moderne olympiske lege 1.500 år efter legene blev forbudt af den *romerske kejser Theodosius I den Store.
- 1917 - USA indtræder i 1.verdenskrig ved at erklære Tyskland krig. Woodrow Wilson er præsident for USA.
- 1930 - Den af Gandhi arrangerede saltmarch mod britisk monopol på handel med salt i Indien afsluttes. De britiske myndigheder har angrebet de fredelige deltagere i marchen, hvilket skaber international opmærksomhed om det britiske koloniherredømme.
- 1941 - Tyskland indleder Balkanfelttoget (Invasionen af Jugoslavien og Grækenland).
- 1974 - Den svenske popgruppe ABBA vinder det internationale Melodi Grand Prix med sangen "Waterloo".
- 2001 - Dagbladet Aktuelt udkommer for sidste gang efter at have eksisteret i 130 år, efter LO har besluttet at stoppe det årlige tilskud på 60 millioner kroner.
- 2009 - Verden rystes af stærke billeder, da landsbyen L'Aquila i Italien rammes af et jordskælv, der måler 6.3 på Richterskalaen. 307 mennesker dør.
- 2010 - Grundstof nummer 117 fremstilles kunstigt og får navnet Ununseptium.

### Født
- 1483 - Raphael, italiensk maler (død 1520).
- 1814 - Miklós Ybl, ungarsk arkitekt (død 1891).
- 1822 - A.F. van Mehren, dansk orientalist (død 1907).
- 1826 - Gustave Moreau, fransk maler (død 1898).
- 1890 - Anthony Fokker, hollandsk flykonstruktør (død 1939).
- 1894 - Gertrude Baines, verdens ældste person (død 2009).
- 1904 - Kurt Georg Kiesinger, tysk politiker (død 1988).
- 1908 - Jens Kruuse, dansk forfatter (død 1978).
- 1909 - Povl Bang-Jensen, dansk diplomat (død 1959).
- 1920 - Edmond H. Fischer, amerikansk fysiker (død 2021).
- 1926 - Ian Paisley, nordirsk protestantisk præst og politiker (død 2014).
- 1927 - Gerry Mulligan, amerikansk musiker (død 1996).
- 1929 - André Previn, amerikansk komponist og dirigent (død 2019).
- 1942 - Barry Levinson, amerikansk filminstruktør.
- 1947 - John Ratzenberger, amerikansk skuespiller.
- 1952 - Jarl Forsman, dansk skuespiller.
- 1953 - Peter Engberg Jensen, dansk cand.polit. og administrerende direktør.
- 1957 - Jesper Bank, dansk sejlsportsmand.
- 1964 - David Woodard, amerikansk dirigent og forfatter.
- 1968 - Jakob Ejersbo, dansk forfatter (død 2008).
- 1972 - Anders Thomas Jensen, dansk manuskriptforfatter og instruktør.
- 1975 - Zach Braff, amerikansk skuespiller.
- 1977 - Ditte Ylva Olsen, dansk skuespillerinde.
- 1998 - Bebiane Ivalo Kreutzmann, dansk skuespillerinde.

### Dødsfald
- 1199 - Richard 1. Løvehjerte, engelsk konge (født 1157) - kamphandlinger.
- 1520 - Raphael, italiensk maler (født 1483).
- 1528 - Albrecht Dürer, tysk billedkunstner og matematiker (født 1471).
- 1544 - Mogens Gøye, dansk adelsmand og godsejer (født ca. 1470).
- 1829 - Niels Henrik Abel, norsk matematiker (født 1802) - tuberkulose.
- 1870 - Christen Kold, dansk højskolepioner (født 1816).
- 1906 - Alexander Kielland, norsk forfatter (født 1849).
- 1945 - Kim Malthe-Bruun, dansk modstandsmand (født 1923) - henrettet.
- 1951 - Marie Nielsen, dansk revolutionær (født 1875).
- 1961 - Jules Bordet, belgisk læge og modtager af Nobelprisen i medicin (født 1870).
- 1971 - Igor Stravinsky, russiskfødt amerikansk komponist (født 1882).
- 1992 - Isaac Asimov, russiskfødt, amerikansk biokemiker og forfatter (født 1920).
- 2005 - Rainier 3., fyrste af Monaco (født 1923).

|  | Denne datoartikel kan blive bedre, hvis der indsættes et (bedre) billede Du kan hjælpe ved at afsøge Wikimedia Commons for et passende billede eller uploade et godt billede til Wikimedia Commons iht. de tilladte licenser og indsætte det i artiklen. |